# Муравейка (река)
Мураве́йка (до 1972 года — река Эрльдаго́у) — река в Приморском крае России. Длина реки — 82 км, площадь бассейна 950 км², общее падение реки 917 м. Ширина реки до 30 м.
Исток находится на склонах горы Анучинской — отрога осевого хребта Сихотэ-Алинь.
Основные притоки — Витькин Ключ, падь Горбатая, Изюбриный Ключ.
Впадает справа в реку Арсеньевка в окрестностях районного центра Анучино.
В летнее время часты паводки, вызываемые в основном интенсивными продолжительными дождями.
Населённые пункты у реки (сверху вниз):
- Партизанский район: посёлок Партизан;
- Анучинский район: сёла Еловка, Муравейка, Гродеково, Ауровка, Анучино (на левом берегу реки Арсеньевка напротив устья Муравейки).